# 堀悌吉
堀 悌吉（ほり ていきち、1883年〈明治16年〉8月16日 - 1959年〈昭和34年〉5月12日）は、日本の海軍軍人、実業家。
海軍軍人としての最終階級は海軍中将。実業家としては、日本飛行機 社長、浦賀船渠（現：住友重機械工業）社長を歴任した。海軍の現役を退いた後の1941年（昭和16年）に、法制局長官（現：内閣法制局長官）に擬されたが、辞退した。
海兵32期首席・海大16期次席。大分県杵築市出身。

## 概略
天下の秀才を集める海軍兵学校の同期生たちをして「神様の傑作の一つ堀の頭脳」  と畏敬せしめる程の、桁外れの英才であった。
- 先輩の山梨勝之進（兵25期）
- 兵32期同期生の山本五十六
- 後輩の古賀峯一（兵34期）、井上成美（兵37期）
- 海軍書記官の榎本重治（高等官一等〈中将相当〉）

からの信頼が厚く、山本権兵衛（兵2期）・加藤友三郎（兵7期）の系譜を継ぐ人物として、いずれ海軍大臣に就任することが確実視されていた。
秦郁彦は、下記のように述べている。
しかし、ロンドン海軍軍縮会議後に条約派と看做されて艦隊派から激しい攻撃を受け、大角人事により51歳の若さで予備役に編入され、その才幹を十分に発揮することなく軍歴を閉じた。
東條内閣の海相・嶋田繁太郎（兵32期同期生）は、下記のように述べている。
筒井清忠は、堀を下記のように評する。
また「戦争自体は悪である」との持論であった。
堀の遺品は、大分県立先哲史料館（大分市）、杵築十王教育文化会館（大分県杵築市） に収蔵・展示されている。

## 生涯

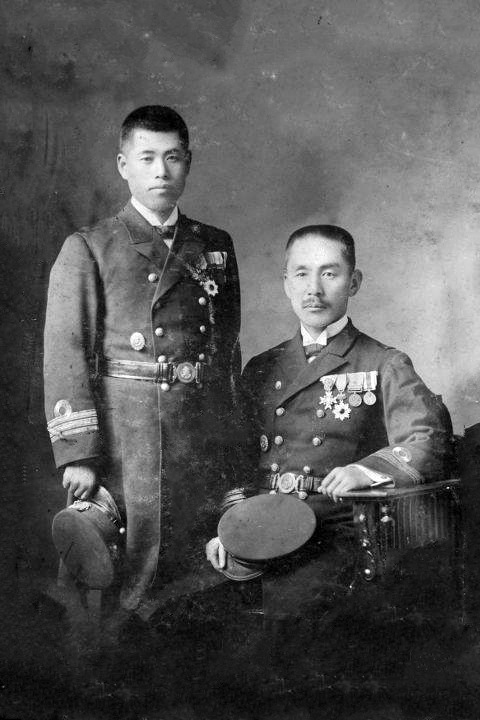
堀と山本（1910年代）

### 兵32期クラスヘッド
1883年（明治16年）8月16日、大分県速見郡八坂村生桑（現・大分県杵築市）の矢野弥三郎（農業）の次男として生まれる。母はタマ（大分県速見郡日出町〈現〉の士族の娘）。父の矢野弥三郎は、農業以外に醤油醸造などの事業を手掛け、村の助役などの公職に就き、私塾を開いて村の子供たちに学問を教え、漢詩を作るのが趣味であるなど、有能・多才な人物、かつ人格者として知られ、家計には余裕があった。
悌吉は10歳の時に堀正次の養子となり、堀家の戸主となった。ただし、義父の堀正次は、悌吉との養子縁組の前に死去しており、かつ堀家には家族がなく、堀家を絶やさないための名義だけの養子であり、引き続き「矢野弥三郎の息子」として生活した。
デフォー『ロビンソン・クルーソー』を読んだこと、あるいは日清戦争の勃発（明治27年） がきっかけで、海軍士官を志した。杵築中学校（現：大分県立杵築高等学校）から海軍兵学校に入校（兵32期）。杵築中学校の校長や、父の矢野弥三郎は堀の兵学校受験に反対した。父は、学費の心配は要らないから他の学校に行け、と堀に言ったという。
兵32期の同期生には、山本五十六、塩沢幸一、嶋田繁太郎、吉田善吾らがいる。山本五十六とは、肝胆相照らす盟友の間柄であった。
兵学校の席次は、明治34年の入校時には3番／190名、明治37年の卒業時には首席／192名であった。塩沢幸一（兵32期次席）と常に首席を競い、入校時と1年次は塩沢に首席を譲ったが、その後は首席（クラスヘッド）を通した。兵学校卒業成績は、堀が5618点／6000点（93.6%）、塩沢が5611点／6000点（93.5%）の鍔迫り合いであった。
戦艦「三笠」乗組の海軍少尉候補生として、1905年（明治38年）5月27日の日本海海戦に参戦した。「三笠」艦上から、次々に沈んで行くロシア海軍艦艇の惨状を目の当たりにしたことは堀に大きな影響を与え、堀の戦争観の基本となった。

### 先進的過ぎた戦争観
1913年（大正2年）2月から1916年（大正5年）7月までの3年5か月間、フランスに駐在して、第一次世界大戦を間近に見た。
平川祐弘（比較文学者）は、
- 3年5か月間のフランス駐在が、堀を大きく成長させたこと。
- フランス語をマスターし、 フランス人・フランス文化を深く理解した堀が、生涯に渡りフランスを愛したこと。（→「フランス老紳士」そのものだった70歳の堀）

を指摘している。
フランスから帰国し、1916年（大正5年）12月から1918年（大正7年）12月まで海軍大学校甲種学生（16期）となって次席で卒業した堀は、海大甲種学生在校中に独自の戦争観を表明した。
堀の戦争観を、筒井清忠は下記のように要約する。
堀は下記のように記している。
海軍部内では、かかる考えを明らかにした堀を「危険思想の持ち主」と警戒する者が少なくなかった。
海大甲種学生卒業後の1918年（大正7年）12月に海軍省軍務局第1課局員となった堀について、堀の上司である山梨勝之進（兵25期。大正7年12月－大正10年8月 海軍省軍務局第1課長）は、部下であり、かつ以前から堀に兄事していた古賀峯一（兵34期。大正7年3月－大正9年7月 海軍省軍務局第1課局員）と下記の問答を交わした。
筒井清忠は下記のように評する。

### ワシントン海軍軍縮会議

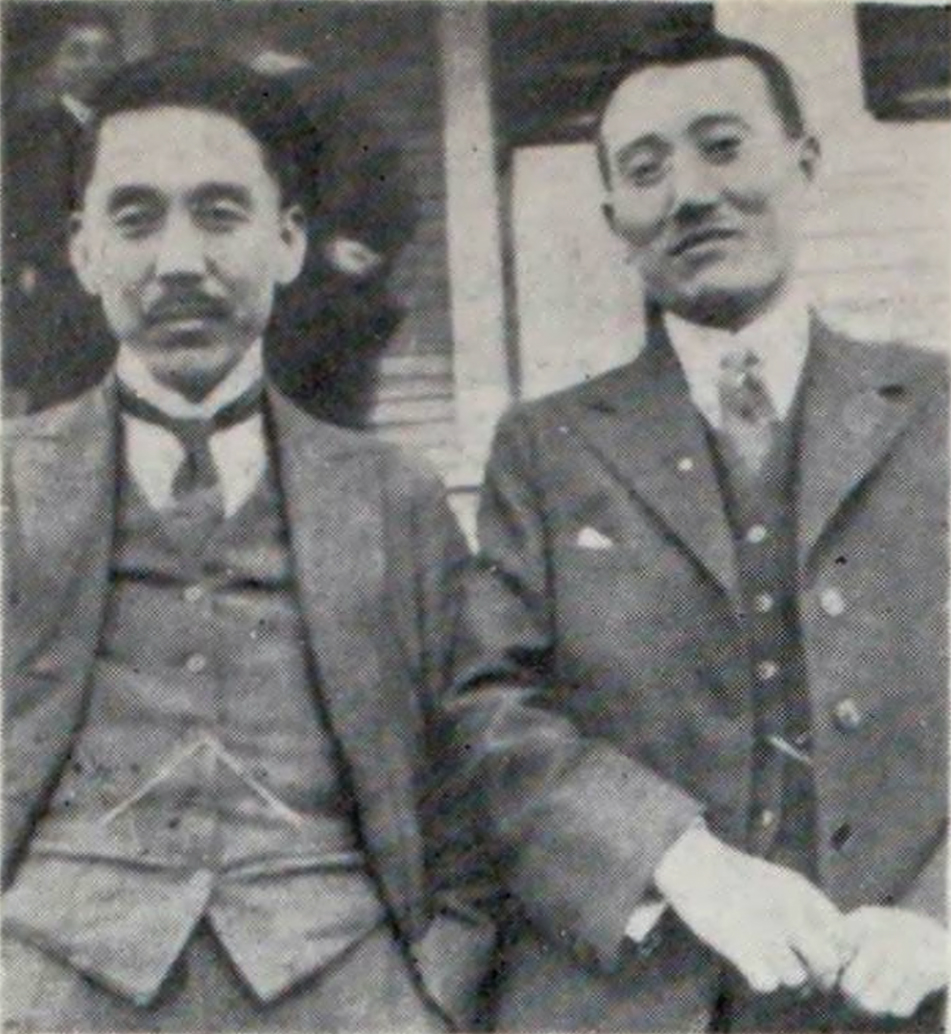
左：堀悌吉 海軍中佐（39歳）、右：榎本重治 海軍書記官（32歳）。大正11年（1922年）1月、カナダ ・ブリティッシュコロンビア州・バンクーバー郊外 ポートヘネー（Port Haney。現：メイプルリッジ地区）にて撮影。
堀は、ワシントン海軍軍縮会議からバンクーバーを経由して帰国する際に、早稲田大学を卒業後にカナダに移民してポートヘネーで農業を営んでいた実弟・矢野静夫宅を訪問した。

1922年（大正11年）のワシントン海軍軍縮会議では随員を務め、全権・加藤友三郎を補佐した。
堀は、対策案決定会議において、単に「軍艦の保有トン数」のみではなく、個艦の性能や艦齢まで考慮した軍縮案を提示すべき、と主張したが、この主張に賛成したのは山梨勝之進のみであり、不採用となった。この件について後年の堀は「二十五年を経た今も一大痛恨事」と記した。

「国防は軍人の専有物にあらず」という加藤友三郎の言葉を筆記したのが堀である。

### ロンドン海軍軍縮会議
1930年（昭和5年）のロンドン海軍軍縮会議において、補助艦の比率は米英に対し7割は必要という艦隊派の意見が海軍部内では根強かった。海軍省軍務局長であった堀は、英米に対しては不戦が望ましいという意見を持ち、会議を成立させるべきという立場で海軍次官の山梨勝之進を補佐した（条約派）。結局は米国と日本の妥協が成立し、日本は対米比6割9分7厘5毛でロンドン海軍軍縮条約に調印した。
ロンドン海軍軍縮会議妥結に向けての堀の尽力について、筒井清忠は下記のように記す。

### 失脚

#### 激しい批判と誹謗中傷
しかし艦隊派が台頭する海軍内で堀の立場は弱くなり、海軍中央から遠ざけられることになった。1931年（昭和6年）12月に海軍省軍務局長から第3戦隊司令官に転じた堀は、1932年（昭和7年）1月に生起した第一次上海事変に参戦したが、堀は第3戦隊司令官としての行動を末次信正（兵27期）ら艦隊派から強く批判された。
艦隊派の神輿であった皇族軍人の伏見宮博恭王（兵18期相当、昭和7年2月に海軍軍令部長、同年5月に元帥）は下記のように述べた。
1932年（昭和7年）12月に第1戦隊司令官に転じた堀は、1933年（昭和8年）11月に海軍中将に進級すると同時に軍令部出仕（無役）となった。
昭和7年から昭和9年にかけての、艦隊派による堀への批判、事実無根の誹謗中傷・人格攻撃は、堀の妻である千代子が、1934年（昭和9年）に神経衰弱症で入院を余儀なくされるほど激しいものであった。
艦隊派が堀を激しく攻撃して予備役に追いやった理由について、太田久元（2022年現在、立教大学／立教学院史資料センター助教）は下記のように述べている。

#### 予備役へ
追い詰められた堀は、1934年（昭和9年）12月15日、艦隊派が主導したいわゆる大角人事により予備役に追われた。この時、堀は51歳であった。
昭和7年から昭和9年までの上記の流れの中で、
- 山本五十六（兵32期同期生、盟友）
- 嶋田繁太郎（兵32期同期生、軍令部第1部長）
- 塩沢幸一（兵32期同期生、海軍航空本部長）
- 吉田善吾（兵32期同期生、海軍省軍務局長）
- 古賀峯一（兵34期、軍令部第2部長）

らは、連携して兵32期クラスヘッドである堀の失脚に強く抵抗したが、力及ばなかった。
この時、山本五十六は下記のように嘆いた。

#### 堀の失脚についての論考

##### 渡辺滋の論考
堀の失脚について、渡辺滋（2021年現在、山口県立大学国際文化学部准教授〈日本史研究室〉）は、下記の趣旨を述べている。
1. 人事権者である大角岑生海相（兵24期）は、堀が第2艦隊（2F）参謀長を務めた時の2F長官であり、かつてコンビを組んだ堀に同情的であった。終始、大角は堀を現役に残そうと努力しており、堀自身も大角の尽力を多としていた。
2. 昭和8年12月に、堀が海軍中将に進級すると同時に軍令部出仕となったのは、予備役編入を前提とした人事ではない。堀が軍令部出仕のまま1年も現役に留まったのは異例であり、大角海相が艦隊派の攻勢から堀を辛うじて守った結果の「奇策としての軍令部出仕」であった。
3. 昭和9年12月に堀が予備役編入となったのは、伏見宮博恭王を除けば現役最先任者となっていた加藤寛治（兵18期）の圧力に、大角海相が抗しきれなかったため。大角にとっては苦渋の決断であった。
4. 昭和9年度の人事（発令は昭和9年12月・昭和10年3月）では、堀より1期上の兵31期クラスヘッドで、艦隊派の有力メンバーであった枝原百合一中将も昭和10年3月30日付[49]で予備役となった。枝原と堀はいずれも50代前半で、予備役編入が過早であるのは同様であった。人事権者である大角海相は、艦隊派の兵31期クラスヘッド（枝原）と条約派の兵32期クラスヘッド（堀）を同時に予備役編入することで「痛み分け」としたと考えられる。
5. 昭和9年度の人事では、兵32期クラスヘッドの堀に加え、兵32期次席の塩沢幸一も予備役編入の危機にあった。昭和9年10月上旬段階に作成された人事局案では、堀と塩沢の両名が予備役編入リストに入っていたものと思われる。

### 後半生

#### 実業界での活躍
1936年（昭和11年）1月、日本政府は堀が尽力したロンドン海軍軍縮条約からの脱退を通告する。日本は太平洋戦争の一因にもなった無制限軍備拡張の時代に突入した。
同じく昭和11年、予備役編入から2年を経た堀は、日本飛行機株式会社（昭和9年〈1934年〉に設立されたばかりの会社で、経営は未だ安定していなかった）の社長に就任した。1941年（昭和16年）、閣僚の一人である法制局長官に推挙される機会があったが辞退した（「#法制局長官への推挙」を参照）。同じく昭和16年、日本飛行機株式会社の社長を辞して、浦賀船渠株式会社（現：住友重機械工業株式会社） の社長に就任した。海軍から実業界に転身した堀は精力的に経営に当たり、日本飛行機、浦賀船渠、両社の業績を向上させた。
堀は、下記のように率直な思いを記している。

#### 血を吐くような想い
「大角人事による予備役編入」という災いを、自らや家族にとっては、却って福に転じることが出来た堀であるが、その代償として、日本が亡国に向けて突き進むのを傍観者として見守るしかなかった。
堀は、下記のように回顧している。

#### 戦後
敗戦後の1945年（昭和20年）の11月に、浦賀船渠株式会社の社長を自ら辞任した。1947年（昭和22年）に公職追放指定を受けた。数社の役員、顧問等となった。公職追放指定は1952年（昭和27年）に解除された。
自適生活に入った堀は、1952年（昭和27年）2月1日付で交詢社の社員に迎えられ、交詢社（銀座）での定例午餐会（毎週の金曜日）に欠かさず出席し、各界名士との旧交を温めた。

### 死去
堀の主治医であった工藤貞雄によると、離現役（昭和9年〈1934年〉）後の堀の健康状態は概ね良好であった。
堀の女婿（二女の夫）である渡辺佳英（大正4年生、東大法学部卒、商工省官僚、退官後に 東洋パルプ株式会社 社長）は、「健康そのものだった岳父なら卒寿（90歳）を超えるのも容易だろう、と考えていた」旨を堀の没後に述べている。
しかし、昭和34年（1959年）4月24日、数か月ぶりに堀（75歳）の自宅（東京都世田谷区上馬）を往診がてらに訪れた工藤貞雄は、
| 「 | 胃に痛みを感じるので、しばらく前に銀座の癌研病院で診て貰ったが、大したことはないと言われた。5月4日に再診の予約が入っている。（要約） | 」 |

と話す堀の衰弱ぶりに驚き、自ら堀を診察して「胃癌が相当に進行している」と判断した。工藤は直ちに堀への内科治療を開始すると共に、癌研病院と交渉して、4月27日に癌研病院でX線撮影を含む精密検査を受ける手配をした。
4月27日の精密検査の後も、癌研病院の担当医は明確な判断を避けたが、工藤の往診を受けつつ自宅療養を続ける堀の病状は急速に悪化した。5月4日、堀は意識混濁に陥り、誰の目にも「末期の胃癌」と明白になった。工藤は、複数の著名な医師と協議したが、既に手の施しようがなかった。
昭和34年（1959年）5月12日 午前0時20分、東京都世田谷区上馬の自宅で死去。75歳没。

## 人物像

### 人柄

#### 神様の傑作の一つ堀の頭脳
堀は、海軍兵学校32期の同期生が「神様の傑作の一つ堀の頭脳」 と評し、海軍砲術学校普通科学生卒業時に奥宮衛・海軍砲術学校長が「ことに堀中尉のごときは満点に近き得点にして、本校創立以来、いまだかつて見ざる成績なり」 と評したほどの群を抜いた俊才であり、海軍兵学校（首席）・海軍砲術学校普通科学生（首席）・海軍大学校甲種学生（次席）の3つを恩賜で卒業した。学業のみならず実技面でも抜群であった。

##### 洪泰夫の証言
海軍大学校甲種学生（16期）で堀と一緒であった洪泰夫（こう やすお） 少将（兵33期）は、下記の趣旨を述べている。
- 洪が海大で勉強に追いまくられている時、堀は展覧会を見に行ったり公園を散歩したり余裕綽々で、いつ勉強しているのか分からなかったが、洪がいくら勉強しても堀には敵わなかった。

※ 帝国陸軍屈指の秀才とされる石原莞爾にも、同様の逸話がある（石原は陸大30期次席）。
- 洪は海軍省・軍令部での勤務が長く、海軍省軍務局長室に出入りする機会が多かったが、歴代軍務局長の机の上の未決箱には決裁待ち書類が溢れているのが常であった。しかし、堀の軍務局長在任中（昭和4年9月ー昭和6年11月）、机上の未決箱は常に空っぽであった。

※1 池松文雄（新聞記者、毎日新聞社論説主幹を務めた）も、「常に空っぽだった、堀軍務局長の未決箱」に言及し、「堀軍務局長の桁外れの有能さに、黒潮会（海軍省記者クラブ）の誰もが感嘆していた」旨を述べている。
※2 井上成美（兵37期、昭和12年10月ー昭和14年10月 海軍省軍務局長）にも「常に空っぽだった、井上軍務局長の未決箱」の逸話がある。
- 洪が軍務局長室を訪れ、机に向かう堀と面談する際、堀は洪と議論を交わしながら、未決箱に入って来る書類を次々に読んで既決箱に放り込み続けるのが常であった。
- 自室にいても暇なので、大臣官房（海軍次官の山梨勝之進、海軍省先任副官の古賀峯一、海軍書記官の榎本重治がいる）、各局長室などに出向いて話し込んでいることが多かった。

洪は、下記のように述べている。

##### 高木惣吉の証言
堀の軍務局長在任中（昭和4年9月ー昭和6年11月）、海軍省副官 兼 海軍大臣秘書官（昭和5年6月－昭和6年10月）を務めた高木惣吉（兵43期）は、下記の趣旨を述べている。
- 海軍次官の山梨勝之進中将は、部下に対して言葉を荒げることは決して無い、優しい上司であった。しかし、部下である高木たちは、山梨の前に出ることが恐ろしかった。山梨が、部下から報告を受けると同時に本質を掴み、部下が全く気づいていないことを次々に指摘するからであった。
- ある日、次官室から

『ありがとう！　それでハッキリした。実に明快だョ。局長の説明を聞いてモヤモヤしていた疑問はスッカリ消えた。実に明快だョ』
という山梨次官の嬉しそうな声を聞いて、超人的な頭脳を持つ山梨次官から称賛される堀軍務局長は、一体全体どのような頭脳を持っているのだろう？　と羨ましくてたまらなかった。

##### 沢本頼雄の証言
堀の軍務局長在任中（昭和4年9月ー昭和6年11月）、直属部下たる軍務局第1課長（昭和4年8月－昭和7年11月）を務めた沢本頼雄（兵36期）は、下記のように述べている。

##### 「フランス老紳士」そのものだった70歳の堀
堀は30代前半でフランスに3年5か月在勤した。その40年後の昭和28年（1953年）春、フランスの新鋭客船「ラ・マルセイエーズ号」（1949年竣工、17,408総トン、極東航路に就航）が横浜に入港した。一般公開は無かったが、招待を受けた堀（70歳）は家族と共に同号を訪れ、船内を見学していた。広い船内を歩き回って疲れてきた一同に対し、堀は「アイスクリームでも食べさせてもらおう」という旨を言い、通りかかったフランス人士官（船長、航海士などの高級船員）に流暢なフランス語で話しかけた。証言者である堀の姪にフランス語の素養は無かったが、士官の丁重な物腰から「士官が堀を『フランス老紳士』として待遇している」ことが感じ取れた。堀の姪は、若き日に習得したフランス語をネイティブスピーカーレベルで操り、初対面のフランス人士官から敬意を表される堀への畏敬の念を新たにしたという。

#### 才に溺れず
才を鼻にかけない、温厚篤実な人柄であった。
「部下や友人に功を譲る」ことが多かった（鈴木義一 中将〈兵32期同期生〉の証言、洪泰夫 少将〈兵33期〉の証言、沢本頼雄 大将〈兵36期〉の証言）。

#### 稀に見る人格者
自らの地位や経済力（海軍中将、日本飛行機 社長、浦賀船渠 社長）を誇ることは無く、誰とでも気さくに付き合い（昭和6年に東京市世田谷区上馬に終の棲家を建てた際に意気投合した大工の棟梁と、昭和34年の死去に至るまで親交を結んだ）、弱き者への物心両面の援助を惜しまなかった（堀の同郷の友人〈大分県速見郡八坂村 出身〉が、堀の影日向ない支援によって人生を開くことが出来た、男子4名および女子2名について証言している）。
一方で、早期に海軍を退いて実業界で地位を築いていたことを活用し、昭和20年の敗戦による軍人恩給停止で生計の道を断たれた、兵32期同期生、その遺族への支援に尽力した。

#### 謹厳なれど木石にあらず
帝国海軍には「女遊び（ただし相手は玄人女性に限る。素人女性を弄んだ海軍士官は馘首された）をしない海軍士官など、一人前ではない」という価値観があった。例えば、堀の盟友である山本五十六は女性関係が華やかであった。しかし、堀には2人の妻以外との女性関係は伝わっていない。
兵32期同期生の中でも、とりわけ堀との親交が深かった廣瀬彦太 大佐は、下記のように述べている。

#### 評価・証言・挿話

##### 山梨勝之進
昭和5年（1930年）のロンドン海軍軍縮会議の妥結のため、直属の部下であった堀（当時：海軍省軍務局長・海軍少将）と共に身命を賭した山梨勝之進（兵25期。当時：海軍次官・海軍中将）は、昭和34年（1959年）5月12日に堀が死去した際、告別式の弔辞において堀の頭脳と人格を下記のように称えた。
同じく山梨勝之進は、堀が死去する前年の昭和33年（1958年）10月28日に堀と会食し、3時間に及んだ会食が終わる間際に下記のように言ったという（同席した河野三通士〈新聞記者、「英文毎日」主筆〉の証言による）。
同じく山梨勝之進は、堀が死去した2年後の昭和36年（1961年）に、海上自衛隊幹部学校での戦史講義において、ワシントン海軍軍縮会議とロンドン海軍軍縮会議について講じた際に、下記のように述べた。

##### 榎本重治
榎本重治（海軍書記官、高等官一等〈中将相当〉）は、下記のように述べている。

##### 高木惣吉
高木惣吉（兵43期）は、下記のように述べている。

##### 法制局長官への推挙
堀が海軍省軍務局第1課局員を務めていた時に同僚だった（大正9年〈1920年〉 - 大正10年〈1921年〉ごろ）豊田貞次郎（兵33期）は、堀の桁外れの有能さに舌を巻いた法制局（現：内閣法制局）の幹部が、堀君は法制局長官が務まる逸材だ、海軍は堀君を法制局に譲ってくれないものか、と真顔で話していた、と証言した。帝国憲法下では、法制局長官は閣僚に列する高官であった。
約20年後の昭和16年（1941年）、海軍の現役を退いて実業界に転じ、日本飛行機株式会社の社長を務めていた堀は、堀の人格識見を高く評価する有力財界人の山下亀三郎から、堀君を法制局長官に推挙したい、との意向を示された。20年前の法制局幹部の言葉が現実になった。しかし、実業界で生き甲斐を感じていた堀は、法制局長官への推挙を辞退した。
同じ昭和16年に、堀が日本飛行機株式会社の社長から浦賀船渠株式会社（現：住友重機械工業）の社長に移った経緯は次の通り。
- それまで浦賀船渠の社長を務めていた寺島健（兵31期。堀と同じく、条約派と看做されて大角人事によって予備役編入された）が、東條英機内閣の閣僚に就任するために社長を辞任した。
- 海軍大臣を務めていた嶋田繁太郎（兵32期同期生）が、浦賀船渠の社長の後任者として、堀を推挙した。

##### 山本五十六
堀が海軍省軍務局長を務めていた昭和5年（1930年）12月、兵32期クラス会が築地（東京）で開催された。その際に山本五十六は下記のように述べ、クラスメート一同が頷き、大いに盛り上がったという（当該クラス会に出席した和波豊一 中将が、自らの日記を参照して証言した）。

##### 半藤一利
半藤一利は、下記のように評している。

### 透徹過ぎた頭脳
堀について、田中宏巳は「数少ない欠点」を指摘している。
渡辺滋は、下記のように指摘している。
堀のGF先任参謀在任中（大正11年12月－大正12年12月）にGF通信参謀（大正11年12月－大正13年12月）、同じく堀の2F参謀長在任中（昭和3年12月－昭和4年9月）に2F先任参謀（昭和4年3月－昭和5年12月）を務め、戦後に至るまで堀に兄事していた牧田覚三郎（兵38期）は、下記のように述べている。
同じく堀に兄事していた井上成美（兵37期）は、堀の話し方を「禅問答」と形容した。
堀の評伝を上梓した宮野澄も「普通なら2分か3分は要する会話を、身振り手振りを交えて僅か20秒ほどで済ませてしまう」堀の特徴的な話し方に言及している。

### 家族
29歳であった明治44年（1911年）に、川村敬子（21歳、父は川村正治〈医師。大正天皇の侍医を務めた〉）と結婚したが、敬子は腸チフスにより結婚後4か月で死去した（22歳没）。
35歳であった大正7年（1918年）に、山口千代子（20歳、山口與三郎〈海軍一等主計正【後の海軍主計大佐】〉の長女、昭和17年〈1942年〉9月24日に結核により死去、45歳没）と再婚した。堀の二度の結婚は、いずれも堀が兄事していた四竃孝輔（兵25期）の斡旋によるものであった。
悌吉・千代子の夫婦は、長女・二女（大正8年生、双生児）、長男（大正14年生）の3人の子供を儲けた。
2人の娘は、共に東京府立第三高等女学校を卒業し、長女は三菱銀行行員・生田幸夫（大正3年生、東大経済学部卒、後に富士紡績株式会社 社長）に、二女は商工省官僚・渡辺佳英（大正4年生、東大法学部卒、後に東洋パルプ株式会社 社長）にそれぞれ嫁いだ。
長男は武蔵高等学校（旧制）に進んだが、同校在学中の昭和18年（1943年）に母と同じく結核に罹患し、昭和20年（1945年）に21歳で死去した。二女も昭和18年に母・弟と同じく結核に罹患し、結核治療のための大規模な外科手術を受けるなど生命の危機に何度も晒されたが、長期の療養の末に結核を克服し、昭和34年の堀の死を看取ることができた。

### その他
- 酒、煙草は一切嗜まなかった[50][82]。
- 方言（大分弁）を隠さなかった[82]。
- 筆まめであり、日常生活の些事まで丹念に記した日記を残した[113]。
- 芸術を好んだ[84]。観劇や映画鑑賞（特にフランス映画を好んだ）が趣味だった[113]。
- あらゆる分野に精通しており、話題が豊富で、座談の名手であった[84]。
- 「天下の秀才を集めた帝国海軍の中でも、さらに群を抜いた英才」とされる堀であるが、死去の後の納骨の際に、堀の頭蓋骨が目立って大きかったことが話題になったという[119]。

## 山本五十六「述志」
堀は、盟友であった山本五十六が書き、山本の戦死後に開封された「述志」二通を保管していた。この二通は堀が著書で内容を公開していたが、原本自体は行方不明であった。しかし堀の孫が大分県立先哲史料館へ寄贈した堀の遺品から発見され、そのことが2008年（平成20年）12月1日に公表された。この二通は、それぞれ1939年（昭和14年）5月31日付と1941年（昭和16年）12月8日付である。

## 年譜

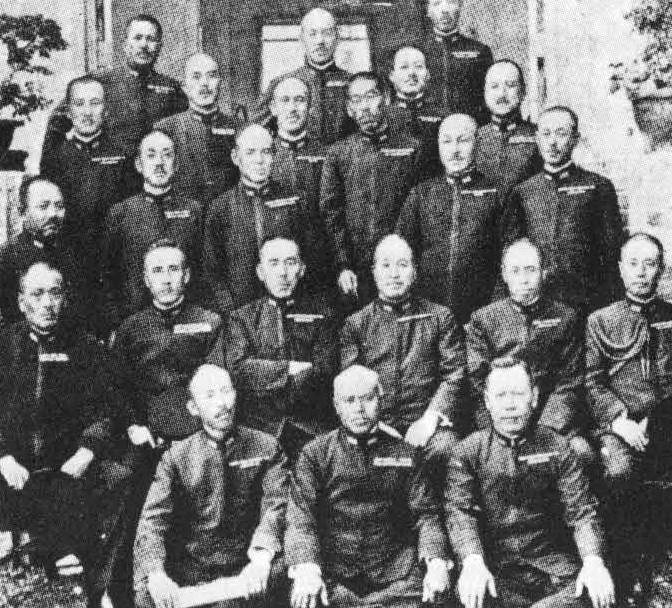
兵32期同期生集合写真。前2列目、左3番目から堀、塩沢幸一、山本五十六。

- 1883年（明治16年）8月16日 - 大分県速見郡八坂村生桑（現・杵築市）で出生。
- 1901年（明治34年）
  - 12月 - 杵築中学校（現：大分県立杵築高等学校）を中途退学。
  - 12月16日 - 海軍兵学校に入校。
- 1904年（明治37年）11月14日 - 海軍兵学校卒業（兵32期首席、恩賜の双眼鏡を拝受〈明治38年9月11日の「三笠」爆沈事故により喪失[122]〉）、命 海軍少尉候補生、「韓崎丸」乗組[56][注釈 15]。
- 1905年（明治38年）
  - 1月 - 戦艦「三笠」乗組[17]。5月27日の日本海海戦に参戦[56]。
  - 8月 - 海軍少尉に任官[17]。
  - 9月11日 - 「三笠」、佐世保で爆沈[56]。この時、堀は恩賜の双眼鏡を失った[122]。
  - 9月23日 - 戦艦「富士」乗組[56]。
- 1906年（明治39年）7月6日 - 駆逐艦「春風」乗組[56]。
- 1907年（明治40年）
  - 1月18日 - 巡洋戦艦「筑波」乗組。
  - 1月22日 - 「筑波」、第2艦隊旗艦となる（第2艦隊司令長官は伊集院五郎中将）[56]。
  - 2月28日 - 「筑波」、米国・欧州方面の巡航のため横浜から出発[56]。
  - 9月 - 海軍中尉に進級[17]。
  - 11月16日 - 「筑波」、横須賀に帰着。
  - 12月20日 - 海軍砲術学校普通科学生。
- 1908年（明治41年）
  - 4月20日 - 海軍水雷学校普通科学生。
  - 7月31日 - 通報艦「淀」乗組。
- 1909年（明治42年）
  - 4月1日 - 「淀」分隊長心得。
  - 10月 - 海軍大尉に進級、「淀」分隊長[17]。
  - 12月から5月 - 海軍大学校乙種学生[17]。
- 1910年（明治43年）
  - 5月から11月 - 海軍砲術学校高等科第7期学生[17]。
  - 11月 - 戦艦「朝日」分隊長[17]。
- 1911年（明治44年）
  - この年の春、重度の気管支炎を患い、静岡県伊東で療養[69]。
  - 11月 - 四竃孝輔の媒酌により[107]、川村敬子と結婚[56]。
- 1912年（明治45年／大正元年）
  - 3月28日 - 妻・敬子が病死（22歳没）[56]。
  - 6月 - 第3艦隊参謀[17]。
- 1913年（大正2年）3月から1916年（大正5年）5月 - フランス駐在[17]。
- 1914年（大正3年）12月 - 海軍少佐に進級[17]。
- 1916年（大正5年）
  - 7月 - 戦艦「扶桑」分隊長[17]。
  - 12月 - 海軍大学校甲種第16期学生[17]。
- 1918年（大正7年）
  - 5月25日 - 再び四竃孝輔の媒酌により[112]、山口千代子と再婚[56]。
  - 11月 - 海軍大学校甲種第16期学生 卒業（次席）[17]。
  - 12月 - 海軍省軍務局第1課局員[17]。
- 1919年（大正8年）
  - 7月4日 - 長女・二女（双生児）が出生[56]。
  - 12月 - 海軍中佐に進級[17]。
- 1921年（大正10年）
  - 9月 - 海軍軍令部出仕（大正10年10月から大正11年1月、ワシントン海軍軍縮会議全権随員）[17]。
- 1922年（大正11年）
  - 2月 - 横須賀鎮守府附（海軍省臨時勤務員としてワシントン海軍軍縮条約批准に関する事務に従事）[56]。
  - 12月 - 第1艦隊参謀 兼 連合艦隊参謀（連合艦隊先任参謀[123]） [33]。
- 1923年（大正12年）
  - 9月1日 - 関東大震災。神奈川県鎌倉市の自宅は倒壊し、妻・千代子と2人の娘は崩落した屋根の下敷きになったが、擦過傷を負ったのみで翌日に救出された[123]。
  - 12月 - 海軍大佐に進級、軽巡洋艦「五十鈴」艦長[17]。
- 1924年（大正13年）
  - 3月 - 海軍軍令部出仕 兼 海軍省出仕（海軍省大臣官房に於て服務、軍政調査会幹事）[124]。
  - 11月 - 軽巡洋艦「長良」艦長[17]。
- 1925年（大正14年）
  - 2月23日 - 長男が出生[56]。
  - 10月 - 海軍軍令部出仕[17]。
  - 12月 - 海軍軍令部参謀[17][125]（大正14年12月から昭和2年10月、欧州に出張し、平和条約実施委員、次いでジュネーブ海軍軍縮会議全権随員[126]）。
- 1927年（昭和2年）12月 - 戦艦「陸奥」艦長[17]。
- 1928年（昭和3年）12月 - 海軍少将に進級、第2艦隊参謀長[17]。
- 1929年（昭和4年）9月 - 海軍省軍務局長[17]。
- 1930年（昭和5年）4月2日 - 1930年3月26日付のフランス大統領令に依り、レジオンドヌール勲章（コマンドゥール） 受章[127]。
- 1931年（昭和6年）
  - 11月 - 海軍軍令部出仕[17]。
  - 12月 - 第3戦隊司令官[17]。
- 1932年（昭和7年）11月 - 第1戦隊司令官[17]。
- 1933年（昭和8年）11月 - 海軍中将に進級、軍令部[注釈 16]出仕[17][8]。
- 1934年（昭和9年）
  - 4月29日 - 勲二等旭日重光章 受章。
  - 7月から10月 - 鎮海要港部司令官代理[8]。
  - 12月10日 - 待命[56]。
  - 12月15日 - 予備役編入[56]。
- 1936年（昭和11年）11月4日 - 日本飛行機株式会社 取締役社長 就任[56]。
- 1940年（昭和15年）10月18日 - 長女が結婚[56]。
- 1941年（昭和16年）
  - この年、法制局長官に擬されたが、辞退[100]。
  - 11月29日 - 日本飛行機株式会社 取締役社長 辞任[56]。引き続き同社取締役[56]。
  - 12月1日 - 浦賀船渠株式会社 取締役社長 就任[56]。
- 1942年（昭和17年）
  - 1月10日 - 大日本兵器株式会社 取締役 就任[56]。
  - 4月12日 - 二女が結婚[56]。
  - 5月30日 - 日本飛行機株式会社 取締役を退任し、同社相談役に就任[56]。
  - 9月24日 - 妻・千代子が病死（45歳没）[56]。
- 1945年（昭和20年）
  - 10月24日 - 長男が病死（21歳没）[56]。
  - 11月16日 - 浦賀船渠株式会社 取締役社長 辞任[56]。
  - 11月20日 - 大日本兵器株式会社 取締役 辞任[56]。
- 1947年（昭和22年）11月28日 - 公職追放令 該当指定。
- 1951年（昭和26年）1月24日 - 新海軍再建委員会顧問。
- 1952年（昭和27年）2月25日 - 公職追放令 該当解除。
- 1959年（昭和34年）5月12日 - 東京都世田谷区の自宅で胃癌により死去。75歳没。墓所は東京都世田谷区の豪徳寺、及び故郷である大分県杵築市八坂生桑生家裏山に分骨。

## 栄典
位階
- 1905年（明治38年）10月4日 - 正八位[129]
- 1907年（明治40年）11月30日 - 従七位[130]
- 1909年（明治42年）12月20日 - 正七位[131]
- 1915年（大正4年）2月10日 - 従六位[132]
- 1920年（大正9年）1月20日 - 正六位[133]
- 1924年（大正13年）1月21日 - 従五位[134]
- 1929年（昭和4年）3月15日 - 正五位[135]
- 1935年（昭和10年）1月4日- 正四位[136]

勲章
- 1915年（大正4年）11月7日 - 勲四等瑞宝章・大正三四年従軍記章[137]
- 1931年（昭和6年）10月31日 - 勲二等瑞宝章[138]
- 1934年（昭和9年）4月29日 - 勲二等旭日重光章[139]

## 主要著述物
- ロンドン軍縮会議と統帥権問題

## 映像作品

### テレビドキュメンタリー
- NHK BS1スペシャル 山本五十六の真実（外部リンク）

初回放送日 2014年8月11日【出演】半藤一利 【朗読】坂東三津五郎
（前編）「真珠湾への道」21:00 - 21:50
（後編）「遺された手紙」22:00 - 22:49
- JNNドキュメンタリー ザ・フォーカス - 2020年8月16日放送『非戦の軍人・堀悌吉の譲れない信念』（外部リンク）
- 報道特集 (TBS) - 2021年12月4日放送分の『真珠湾攻撃から80年：封じられた非戦の信念』で堀が紹介された[13]。2022年1月現在、TBSがYouTubeで公開している（外部リンク）。

### 映画
- 聯合艦隊司令長官 山本五十六 - （2011年。堀－坂東三津五郎、山本－役所広司）
- この空の花 長岡花火物語 -（2011年）

### テレビドラマ
- 海にかける虹 山本五十六と日本海軍 -（テレビ東京、1983年1月2日放送[140]。堀－新克利、山本－古谷一行）
- 倫敦ノ山本五十六 -（NHK総合、2021年12月30日放送[141]。堀－片岡愛之助、山本－香取慎吾[141]）